# 高橋政知
高橋 政知（たかはし まさとも、1913年〈大正2年〉9月4日 - 2000年〈平成12年〉1月31日）は、日本の実業家。オリエンタルランドの元社長であり、東京ディズニーランドの誘致に関わった。太田政弘の二男。

## 来歴・人物
福島県福島市出身。1961年にオリエンタルランドに専務として入社し、1978年8月に第2代社長に就任した。千葉県浦安沖の漁業権放棄に向けた補償交渉を地元漁業協同組合などと進めた後、東京ディズニーランドの建設に向けてディズニー社との交渉を担当した。
その後、世界初の「海」をテーマにしたディズニーパークである東京ディズニーシーーを含む「東京ディズニーリゾート」の実現に大きく貢献した。
東京ディズニーシーの完成を目前にした2000年1月31日午後0時38分、心不全のため東京都港区の病院で死去。享年86。故人の遺志により、葬儀は近親者のみで執り行われ、後日オリエンタルランド主催の「お別れの会」が開かれた。

## 生い立ちと妻・弘子との出会い
福島県福島市にて、太田政弘・タミエ夫妻の次男として生まれる。父・政弘は旧制第一高等学校を経て東京帝国大学へ進学し、内務官僚として貴族院議員を務めた。内務官僚時代には原敬の厚遇を受け、警視総監、福島県知事、台湾総督などを歴任した。
政弘が福島県知事在任中、後妻であるタミエとの間に次男として生まれたのが政知である。「政知」という名は、父・政弘の「政」と知事の「知」から一字ずつ取って名付けられた。
父・政弘は酒豪として知られ、政知も学生時代から酒の手ほどきを受けていたという。また、政弘は六尺二十貫（約182cm、75kg）という体格を持ち、喧嘩にも強かった。父は政知に対し、喧嘩の極意を説いていたとされる。後の政知を特徴づける酒の強さや負けん気の強さは、この頃から培われていた。
第一東京市立中学、山形高等学校 (旧制)を経て東京帝国大学法学部へに進学したが、当時、日本は戦争の影に覆われつつあった。1939年に大学を卒業後、父の意向に反発し、理研コンツェルンの創始者・大河内正敏が経営する理研重工業に入社する。
翌1940年、当時富士製紙の専務を務めていた高橋貞三郎（1871-1934、岡山県後月郡高屋町出身、立教大学・イェール大学卒）の一人娘・弘子と見合い結婚し、高橋家の婿養子となり「太田」から「高橋」に改姓した。高橋家は資産家であり、多くの縁談が持ち込まれていたが、弘子が選んだのは政知だった。一方、政知は父から政治家の娘との結婚を勧められていたが、それを避けるため、持ち込まれていた十数枚の見合い写真の中から最も美しい女性を選んだという。その美貌に妹は驚き、見合いの失敗を確信したほどだった。
結婚後、高橋夫妻は上海のフランス租界で暮らしていたが、政知はそこで召集令状（赤紙）を受け、ラバウルへ向かうこととなる。同時に出発した輸送船三隻のうち、無傷でラバウルに到着したのは政知が乗っていた「平安丸」だけであり、他の二隻はアメリカ軍の攻撃を受け大きな被害を受けた。このような出来事からも、高橋の「強運」がうかがえる。戦後はオーストラリア軍の捕虜となったが、無事に復員した。

## 酒豪の交渉役として
戦後の就職難により、思うような職を見つけられなかったが、日本石油（現在のENEOS）の特約店である富士石油販売に役員として招かれた。そこでの仕事を通じて、当時三井不動産の取締役業務部長を務めていた江戸英雄と出会う。江戸は高橋に「オリエンタルランド」という会社を紹介した人物である。小柄ながら度胸があり、懐の深い江戸とはすぐに意気投合し、頻繁に酒を酌み交わす仲となった。
オリエンタルランドは1960年7月11日に設立された。千葉県浦安沖を埋め立て、商業地・住宅地の開発や大規模レジャー施設の建設を目的として、三井不動産・京成電鉄・朝日土地興業（船橋ヘルスセンターの運営会社で、後に三井不動産に吸収合併）の三社による出資で設立された。
当時の社長は川﨑千春。。「日本にディズニーランドを誘致する」という、当時としては途方もない構想を掲げた人物である。1958年1月、京成バラ園で販売するバラの買い付けで訪れたアメリカで、開園から3年しか経っていなかったディズニーランドを視察し、深く感銘を受けたことがきっかけだった。その後、川崎はこの「夢と魔法の国」に強い情熱を注ぐこととなる。
高橋は江戸の紹介を受け、浦安の漁民との漁業補償交渉を担当するためにオリエンタルランドへ入社する。江戸は高橋の酒豪ぶりを知っており、漁民との交渉役に適任だと考え、川崎に推薦した。入社時の役職は専務であった。
オリエンタルランドでは、後に東京ディズニーランドや東京ディズニーリゾートの実現に尽力する上澤昇や加賀見俊夫らと出会うこととなる。
当時、オリエンタルランドはまだ名ばかりの企業であり、社屋すらなかった。専用の事務所もなく、東京・上野にあった京成電鉄本社の5階に三つの机が置かれた小さなスペースが「本社」だった。社員はわずか3名で、実際に交渉を進めるのは高橋ただ一人という状況だった。
浦安の漁業補償交渉は難航が予想されていた。相手は気性の荒い漁師たちであり、さらに当時の浦安漁業組合は二つに分裂していたため、交渉を一層困難なものにしていた。江戸は、こうした状況を打開するためには、酒を酌み交わしながら率直に話し合える交渉役が必要だと考えた。高橋は、旧制高校から東京帝国大学に進んだエリートでありながら、虚栄心がなく、どんな相手とも対等な目線で接することができた。伝記によれば、高橋は常に相手の立場を尊重しながら対話を進めたという。
高橋は漁民の家を直接訪問し、次々と交渉をまとめていった。それと並行して、漁業組合の実力者たちを高級料亭に招き、酒を交わしながら話し合いを重ねた。最初から一流の料亭に招いたのも、高橋なりの誠意の表れだった。その姿勢に多くの漁民が心を開き、次第に彼を信頼するようになっていった。

## 東京ディズニーランドの実現のために
高橋の必死の交渉が実を結び、浦安沖の漁業補償問題は無事に解決した。川崎の指示を受けた高橋は、千葉県に対し埋め立て後の遊園地用地約330万m2の払い下げを申請した。しかし、当時の千葉県知事・友納武人は「本家ディズニーランドですら約83万m²なのに」と驚き、申請に難色を示した。高橋は説得を重ね、最終的に約250万m²の払い下げにこぎつけたが、それを知った川崎は不機嫌だった。川崎は、将来的レジャー需要の高まりを見越し、周辺にホテルなどの宿泊施設を建設する構想を持っていたためである。
結局、オリエンタルランドは県の要請を受け、商業地を含めた約380万m²の土地を取得することになった。当初、県は埋立地のうち約130万m²を住宅地として売却する予定だったが、「埋立地は地盤が悪い」という評判が広まり、買い手がつかなかったため、やむを得ずオリエンタルランドに購入を求めたのである。

### 資金調達の難航と知事との対立
埋立地の払い下げの見通しが立ったものの、高橋は次なる課題である資金調達に直面した。当時のオリエンタルランドは、まだ実体のない弱小企業であり、埋め立て工事も未完だったため担保となる資産がなかった。そのため、どの銀行も融資に慎重だった。そこで高橋は、千葉県から埋め立て工事を委託され、その完成後に土地を担保に融資を受ける方法を考案し、千葉県議会に請願を提出。議会の承認は得られたものの、県庁の担当者が首を縦に振らなかったため、高橋は友納知事に直接掛け合った。しかし、前例がないことを理由に知事はこれを拒否し、交渉は決裂した。
この時、高橋は激昂し、知事を怒鳴りつけて退室したという。この出来事により周囲は困惑したが、川崎が間に入り、両者の仲直りの場が設けられた。最初は気まずい雰囲気だったが、二人がともに東京帝大法学部出身であり、同じ教授から憲法や民法を学んでいたことが分かると、一気に和解したという。

### ディズニー社との交渉とオリエンタルランド社長就任
当初、高橋は「浦安漁民との漁業補償交渉」が終了すれば自身の役割は終わると考えていた。しかし、アメリカ国外初のディズニーパークを千葉県東葛飾郡浦安町に建設することが決定すると、新たにディズニー社との交渉が始まった。
ディズニー社は、日本に対する不信感を抱いていた。1961年に奈良県で開園した奈良ドリームランドがディズニーランドを模倣したとされ、ディズニー社内では権利関係への警戒心が高まっていた。また、オイルショックや成田空港が地元住民による反対運動の開港延期による京成電鉄の経営悪化も影響し、親会社の京成電鉄は銀行団から鉄道事業への専念を求められた。結果として川崎はオリエンタルランドの社長を退任し、高橋がその後を引き継ぐこととなった。
しかし、高橋は当初、ディズニーランドの誘致に対して強い関心を持っていなかった。川崎が熱く語るディズニーランド構想を聞いても、その意図を測りかねていたという。彼にとって重要だったのは埋め立て事業の成功であり、ディズニーランドは「自分の仕事ではない」という意識が強かった。しかし、浦安の土地に関わるうちに愛着が生まれ、「ここに国民の幸福に寄与するものを作りたい」という思いが芽生えた。
この信念があったからこそ、高橋は反対勢力に真っ向から立ち向かい、「事業家としてやるべきことはやる」という意地を貫いた。また、ディズニー社から「日本人は優柔不断だ」と思われることに我慢ならず、交渉でも強気の姿勢を崩さなかった。

### ディズニー社との契約締結と東京ディズニーランドの建設
ディズニー社との基本契約は、1979年4月30日に締結された。ディズニー社の首脳が初めて来日してから、すでに4年5か月が経過していた。このとき撮影された写真には、ディズニー社のカードン・ウォーカー社長と握手を交わす高橋の間にミッキーマウスが写っていた。
東京ディズニーランドの建設工事は1980年12月に着工。予定していた総事業費1,000億円は最終的に1,800億円にまで膨らんだ。しかし、高橋は「金に糸目はつけず、本物を造る」と指示し、スタッフを鼓舞した。彼は「目先のコストを惜しめば、貧弱なものしかできない」と考え、関係者からの批判があっても一歩も引かなかった。また、ディズニー社から派遣されたスタッフが納得し、快適に仕事ができる環境を整える一方で、彼らに対して遠慮することなく、言うべきことは率直に伝えた。このバランスの取れた姿勢が、ディズニー社との良好な関係を築く要因となった。

### 東京ディズニーランドの開園
1983年3月、東京ディズニーランドの竣工式が行われ、4月15日には1万8,000人の来場者を迎えてグランドオープニングセレモニーが開催された。
川崎が1958年にアメリカでディズニーランドに出会い、強い感銘を受けてから25年の歳月が経過していた。この日、相談役となっていた川崎は感激のあまり涙を浮かべた。そんな川崎の姿を見た高橋も、感慨深げな表情を浮かべていた。

## 「パーク」から「リゾート」へ
1970年代に相次いで発生したオイルショックを経て、日本経済は緩やかな成長期に入っていた。そんな中で開業した東京ディズニーランドは、「余暇をいかに楽しむか」を考える余裕が生まれた日本人の心をつかみ、初年度には1036万人の入園者を記録した。その後、1985年の「つくば科学博」の開催による相乗効果や、バブル景気の影響で全国各地に誕生した遊園地との差別化を図ることで、着実に入園者数を伸ばしていった。さらに、ウォルト・ディズニーの理念である「永遠に完成しない場所」をコンセプトに、パークの改良を重ね続けた。

### 家族との別れと社長退任
高橋は社長として東京ディズニーランドの成長を牽引していたが、1988年4月、妻・弘子が心臓病で倒れる。公私の区別を徹底していた高橋は「会社に迷惑をかけられない」と考え、同年6月25日付で会長に退き、後任を三井物産および日本興業銀行出身の森光明に譲った。そして、毎晩病室に泊まり込みながら会社に通う生活が始まった。これは、高橋にとって妻への「せめてもの恩返し」だった。
高橋は、会社から出しづらい政治献金などの資金をすべて自腹で賄っていた。その財源となったのが、妻・弘子の実家である高橋家の財力である。弘子は、書画や骨董品が手放されるのを黙って見守っていたが、東京・渋谷の邸宅が売却されたときにはさすがに怒ったという。この邸宅は現在、ニュージーランド大使館として利用されている。

### 東京ディズニーリゾート構想の始動
1986年1月、ディズニー社はオリエンタルランドに対し、舞浜地区全体の開発を目指す「東京ディズニーワールド構想」を提案した。オリエンタルランド社内で検討が進められた結果、1988年4月15日、東京ディズニーランド開園5周年の記者会見で、高橋は「第2パーク構想」を発表。周囲はその向上心に驚きを隠せなかった。
その後、バブル崩壊やディズニー社との間で「ディズニー・ハリウッド・スタジオ」をめぐる意見の相違が生じ、多額の違約金を支払う事態も発生した。しかし、ディズニー社との長期間にわたる協議を経て、「東京ディズニーランド」に次ぐ第二のディズニーパークである「東京ディズニーシー」、さらに「イクスピアリ」「ボン・ヴォヤージュ」といった施設が含まれる「東京ディズニーリゾート」の構想が具体化していった。

### 妻との別れと相談役就任
1992年1月9日、社長の森光明が心筋梗塞で急死。亡くなる前夜には銀行関係の新年会に出席していたため、高橋も大きな衝撃を受けた。この事態を受け、高橋は社長職を兼務したが、同年6月23日付で千葉県庁出身の加藤康三が社長に就任。以降、高橋と加藤は「東京ディズニーリゾート」の実現に向けて尽力することとなる。
しかし、同じ年、高橋の懸命な看病もむなしく、妻・弘子が死去。高橋の落胆は、周囲が見ていられないほど深かった。
1994年、石岡実夫妻の媒酌で再婚。
1995年6月、高橋は相談役に退き、加藤康三が会長に、当時副社長だった加賀見俊夫が社長に就任した。

### 東京ディズニーシー開業と最期
「舞浜地区開発」「東京ディズニーリゾート計画」が着実に進む一方で、高橋の体調は徐々に悪化していった。1999年末には工事現場を視察する程度しかできなくなっていたが、亡くなる3日前には「東京ディズニーシー」の工事状況の説明を受け、パーク中央にそびえる「プロメテウス火山」の完成度に満足そうにうなずいたという。
2000年1月31日、高橋は静かに息を引き取った。死因は心不全だった。東京ディズニーランドとは切っても切り離せない86年の生涯だった。
生前、高橋は「親族だけの静かな見送り」を希望していたが、その功績を称えるため、オリエンタルランドは「お別れの会」を開催。加賀見俊夫はその席で、高橋の遺志を受け継ぎ、東京ディズニーリゾートのさらなる発展を誓った。

### 高橋政知の功績とレガシー
2001年9月4日、高橋の88回目の誕生日にあたるこの日、世界初の「海」をテーマにしたディズニーパーク「東京ディズニーシー」と、パーク一体型ホテル「東京ディズニーシー・ホテルミラコスタ」が開業した。これは、高橋をはじめとするオリエンタルランドの関係者たちの努力の結晶だった。
東京ディズニーランドのワールドバザールにある「タウンセンター・ファッション」2階のショーウインドーには、「Office of Legendary Creations」（伝説的創造のオフィス）と記されたプレートがある。これは、1998年の開園15周年と高橋の「ディズニー・レジェンド」受賞を記念して設置されたものだ。隣のウィンドウには「夢を追い求め、実現した人」と書かれており、高橋の功績を称えている。
なお、ディズニーパークの建物に名前が刻まれた日本人は、高橋が初めてである。

## 著書
- 江頭匡一、高橋政知、牛尾治朗、上山善紀、中内功『私の履歴書　経済人 35』日本経済新聞社、2004年6月。